# Плазмове різання

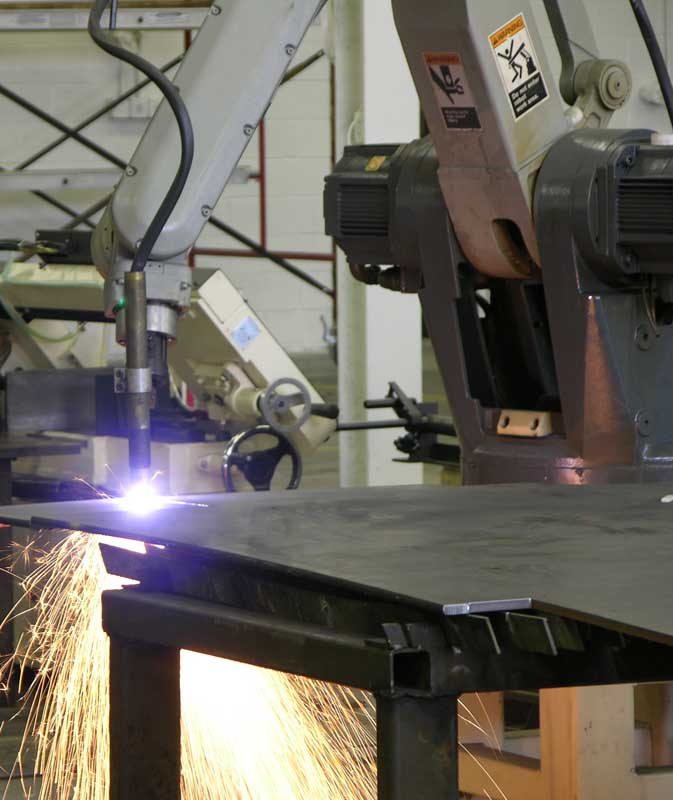
Роботизований комплекс плазмового різання

Плазмове різання — вид плазмової обробки металів, при якому як різальний інструмент використовується струмінь плазми. Плазмове різання використовуються в ручних різаках та у складі координатних верстатів, в тому числі — з числовим програмним керуванням.

## Принцип дії
Принцип дії апаратів плазмового різання полягає в проплавлені матеріалу за рахунок теплоти, що генерується стислою плазмовою дугою, з подальшим інтенсивним видаленням розплаву плазмовим струменем.

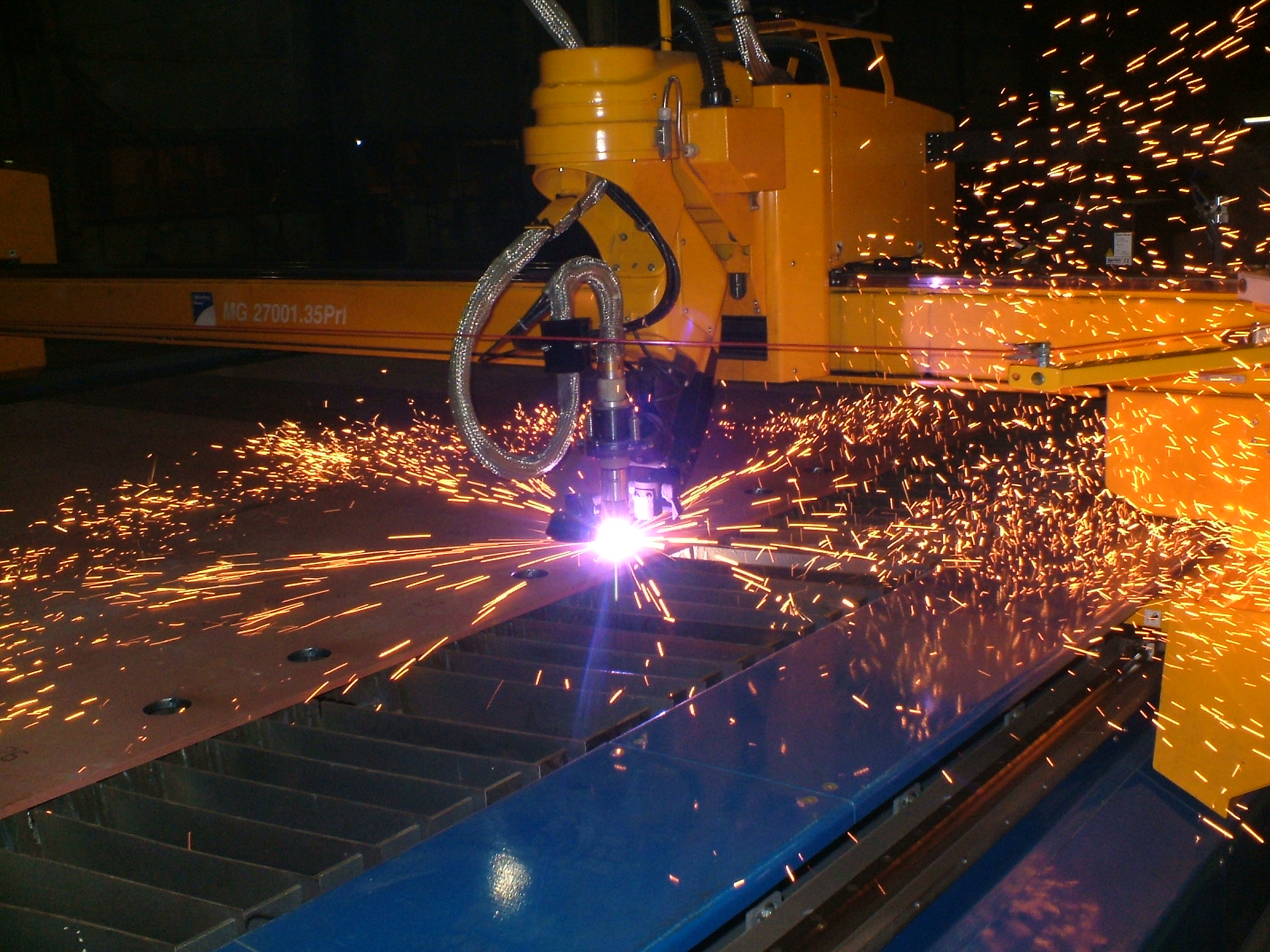
Настільний верстат плазмового різання з ЧПК

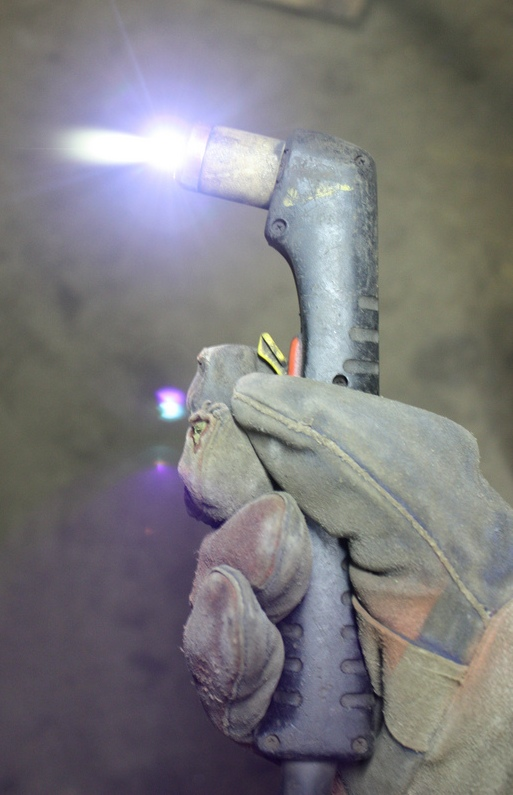
Ручний різак

Між електродом і соплом апарату або між електродом і металом, що підлягає різанню, запалюється електрична дуга. У сопло подається газ під тиском в кілька атмосфер, перетворюваний електричною дугою в струмінь плазми з температурою від 5000 до 30000 градусів і швидкістю від 500 до 1500 м/с. Товщина металу може сягати 200 мм (економічно доцільна: 50 — для сталі, 90 — для чавуна, 100—120 — для кольорових металів). Первісне запалювання дуги здійснюється високовольтним електричним імпульсом або коротким замиканням між форсункою і матеріалом. Форсунки охолоджуються потоком газу або рідиною. Форсунки з рідинним охолодженням використовуються в установках великої потужності і дають кращу якість обробки.
Гази, що використовувані для отримання плазмового струменя, поділяються на активні (кисень, повітря) і неактивні (азот, аргон, водень, водяна пара). Повітря, в основному, використовується для чорнового різання чорних металів, кисень — для чистового різання конструкційної сталі; азот та інші неактивні — для різання нержавіючої сталі та кольорових металів.

## Відмінності від інших методів різання
Переваги плазмового різання від інших методів різання:
- може бути застосовано для обробки будь-яких металів;
- швидкість різання для металів малої і середньої товщини в кілька разів вище швидкості газополум'яного різання;
- невеликий і локальний нагрів матеріалів, що виключає її теплову деформацію;
- висока чистота і якість поверхні розрізу;
- безпека процесу різання;
- можливість фігурного різання.

## Апарати плазмового різання
Перші моделі апаратів плазмового різання були громіздкими та дорогими, тому застосовувались майже виключно в промисловості. Сучасні машини використвують інверторні джерела, що дозволяє побудувати більш компактні, легкі та дешеві прилади. Тепер плазморізи можна зустріти у невеликих майстернях, а їх доступність відкрила нові сфери використання: художню обробку металу, фігурне різання, використання у будівельних та кровельних роботи і т.ін.
В Україні Дослідним Заводом Інституту Електрозварювання ім. Е. О. Патона випускається апарат плазмового різання ПРИ-40S DC.
Великі перспективи мають комбіновані прилади — апарати, що поєднують у собі можливості плазморізу та зварювального апарату (часто багатофункціонального, який дозволяє виконувати електродугове зварювання покритим зварювальним електродом та зварювання в атмосфері інертного газу за вольфрамовим електродом).